# فيليب يوهانسون (لاعب هوكي الجليد)
فيليب يوهانسون (بالسويدية: Filip Johansson)‏ هو لاعب هوكي الجليد سويدي، ولد في 23 مارس 2000 في فيستيروس في السويد.

## وصلات خارجية
- فيليب يوهانسون على موقع دوري الهوكي الوطني (الإنجليزية)
- فيليب يوهانسون على موقع EliteProspects.com (الإنجليزية)
- فيليب يوهانسون على موقع Eurohockey.com (الإنجليزية)
- فيليب يوهانسون على موقع HockeyDB.com (الإنجليزية)